# Jean-Marc Boivin
Jean-Marc Boivin (Digione, 6 aprile 1951 – Salto Angel, 17 febbraio 1990) è stato un alpinista, scialpinista e paracadutista francese, noto per l'uso di deltaplano e parapendio, anche per concatenamenti di vie alpinistiche.
Alpinista eclettico e polivalente, svolse la sua attività in un'epoca di transizione, in cui stavano prendendo piede diverse specialità (misto, sci estremo, arrampicata sportiva) e il progresso tecnologico dei materiali stava aprendo nuove possibilità. Ne approfittò per svolgere un'attività di alto livello in diversi campi, prima di un'epoca successiva in cui gli exploit cominciarono a diventare appannaggio di sportivi iper-specializzati. Di indole e mentalità aperta, si unì in cordata a diversi tra i più forti alpinisti del periodo ed ebbe un ruolo di cerniera tra la tradizione e gli sviluppi moderni delle attività alpinistiche. Fu tra i primi a introdurre i concatenamenti moderni, con l'uso di deltaplano, parapendio ed anche elicottero, e a svolgere un'attività altamente sponsorizzata e reclamizzata, caratteristica della seconda parte degli anni ottanta soprattutto nell'ambito dell'alpinismo francese.

## Attività alpinistica

### Gli anni Settanta

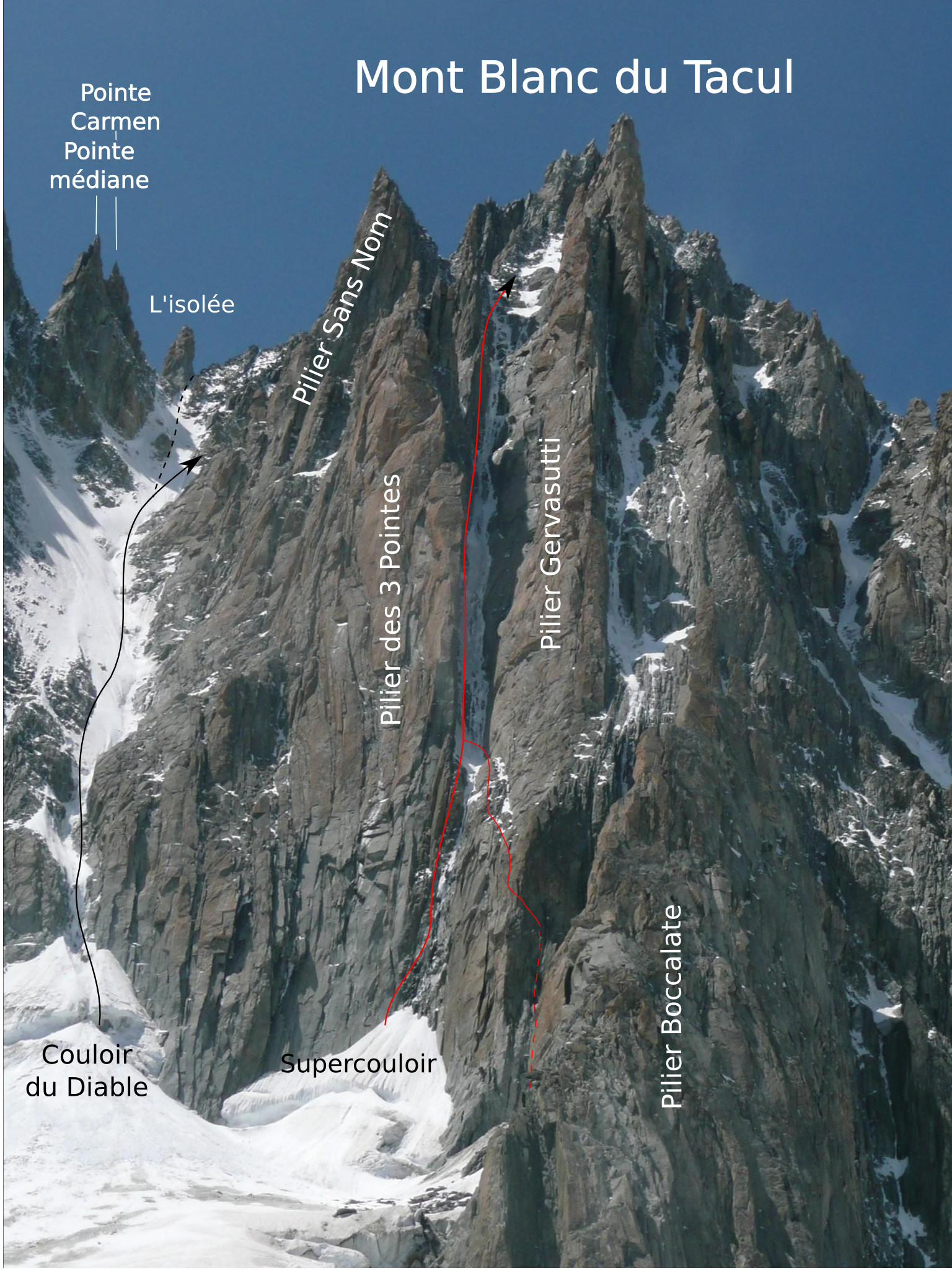
Il versante est del Mont Blanc du Tacul: al centro il Supercouloir, aperto da Boivin e Gabarrou nel 1975

Ottenuto il Baccalauréat nel 1971, dopo uno stage alla Peugeot di Digione e un paio di anni di studi in campo meccanico, decide di lasciare il lavoro e diventare un "professionista della montagna".
Si mette in luce già nei primi anni settanta ripetendo diversi itinerari di alta difficoltà (per l'epoca) sulle Alpi.
Si dedica anche allo sci: già nel 1975 compie la prima discesa della parete sud del Dru, nel 1977 quelle del Col de Peuterey, della parete nord della Grande Casse e della parete ovest del Mont Mallet, fra le altre. Ottiene anche dei piazzamenti in gare di livello nazionale.
Negli stessi anni è tra i protagonisti della nuova stagione della piolet-traction: nel 1975 apre diverse vie in cordata con il forte Patrick Gabarrou, tra le quali lo storico Supercouloir al Mont Blanc du Tacul, tra il 18 e il 20 maggio. Con Patrick Vallençant sale una dura goulotte sul Grand Pilier d'Angle il 23 luglio.
Tra agosto e settembre i tre sono sulle nord de Les Droites e dell'Aiguille Verte (via Direttissima, 24-25 settembre). Constatano che la linea logica ed interessante sullo sperone Walker delle Grandes Jorasses (a destra della via Cassin) già tentata da Bonington nel 1972 è in ottime condizioni. Ma Boivin è fermo nel voler concludere le riprese di Glace Extrême. Forse perdono così l'occasione di fare propria una delle vie di misto più rinomate delle Alpi, percorsa da McIntyre con Colton l'anno seguente.
L'anno successivo sale la goulotte La raie des fesses ("la fessura tra le natiche) sul Pic Sans Nom, in Delfinato, da lui stesso definita la sua scalata più dura e ripetuta appena sedici anni dopo.
Acquisisce il brevetto di guida alpina nell'estate del 1977 e di maestro nazionale di sci nel gennaio 1980, entrambi presso l'ENSA (École nationale de ski et d'alpinisme) di Chamonix.

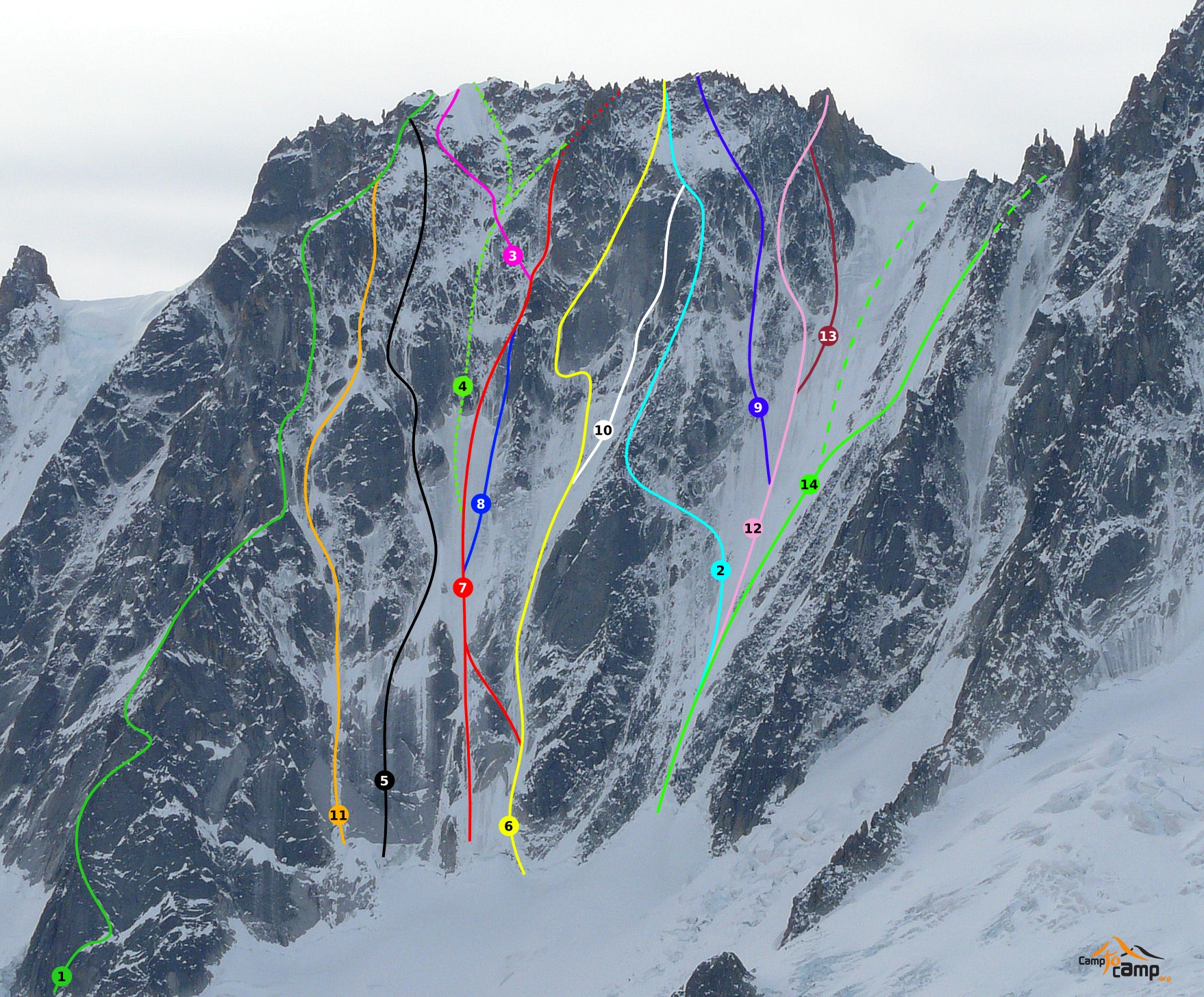
La parete nord delle Droites: al centro la via aperta da Boivin e Gabarrou nel 1975 (via N.5, in nero)

### Gli anni Ottanta
Nell'estate 1980 compie una trilogia particolare sul Cervino: scende con gli sci la parete Est per poi risalire in solitaria la parete Nord per la via Schmid in 4h 10' nello stesso giorno, giorni dopo si lancia dalla cima in deltaplano. Nello stesso anno compie la prima discesa del couloir Cordier sull'Aiguille Verte.
Nel 1981 sale con Patrick Berhault la via Americana sulla parete Sud dell'Aiguille du Fou, si lancia col deltaplano biposto dalla cima dell'Aiguille de Blaitière, risale la Diretta americana al Petit Dru, scende in corda doppia e si rilancia in volo fino a Chamonix.
Nella seconda metà degli anni ottanta Boivin si concentra sull'uso del deltaplano e soprattutto del parapendio (più facile da trasportare) in concatenamenti spettacolari come quello del marzo 1986: goulotte Grassi sulla nord dell'Aiguille Verte, le Droites, la Via degli svizzeri sulle Courtes per finire con il Linceul sulle Grandes Jorasses.
Storici, dopo il record di volo col deltaplano da quota 7600 sul K2 del 1979, il primo decollo con deltaplano dalla cima del Gasherbrum II nel 1985 e, soprattutto, il primo volo col parapendio dalla vetta dell'Everest il 26 settembre 1988.

## Il base jumping e la morte
Verso la fine del 1989 Boivin si avvicina alla disciplina del base jumping, avendo già svolto un'ampia attività nel paracadutismo e ottenuto anche un record mondiale nel dicembre 1986 con un salto di precisione in altitudine con atterraggio sul Rita Cuba Norte (5200 m) in Colombia (girando uno spot pubblicitario per la Dunlop). Alla fine di gennaio 1990 si lancia dalla cima del Grand Capucin, raggiunta per la via O sole mio.
Meno di un mese più tardi, il 16 febbraio 1990, è il primo a lanciarsi dalla cascata più alta del mondo, il Salto Angel in Venezuela, ripreso per una puntata della trasmissione di natura e avventura Ushuaïa di TF1. Il giorno dopo decide di rifare il lancio da un punto diverso, ma una donna lanciatasi prima di lui si ferisce toccando le rocce in volo. Sembra che Boivin si sia lanciato subito dopo cambiando la traiettoria prevista per atterrarle vicino e soccorrerla, e si sia ferito nell'atterraggio su degli alberi. All'elicottero di soccorso Boivin fa segno di raccogliere prima la donna. Quando ritorna lo trova morto per emorragia interna.

## Salite sulle Alpi
Nel seguente elenco sono riportate alcune delle salite più significative di Jean-Marc Boivin sulle Alpi.
- Supercouloir - Mont Blanc du Tacul - 18-20 maggio 1975 - Prima salita con Patrick Gabarrou[9][10]
- Boivin-Vallençant - Grand Pilier d'Angle - 23 luglio 1975 - Variante d'uscita alla Cecchinel-Nominé, prima salita con Patrick Vallençant
- Boivin-Gabarrou - Les Droites - 2-3 agosto 1975 - Prima salita con Patrick Gabarrou[11]
- Boivin-Gabarrou - Aiguille Verte - 24-25 settembre 1975 - Prima salita con Patrick Gabarrou[12]
- Raie des fesses - Pic Sans Nom - 6-8 maggio 1976 - Prima salita con François Diaferia, Gèrard Vionnet-Fuasset[13][14]
- Via Boivin-Poencet - Monte Pelvoux/Triangle de la Momie - 2 giugno 1976 - Prima salita con Michel Poencet[15]
- Linceul - Grandes Jorasses - 1977 - Salita in solitaria nel tempo record di 2h:45'[16]
- Goulotte Boivin - Dôme de neige des Écrins - 15-16 maggio 1979 - Prima salita con François Diaféria e Gérard Vionnet-Fuasset[17]
- Pilier Rouge - Clocher du Tacul - 1980 - Prima salita con A. Alexandre[18]
- Profiterole - Clocher du Tacul - 1980 - Prima salita con Christophe Profit[18]
- Concatenamento Dru-Fou - Aiguilles du Dru (parete sud) e Aiguille du Fou (via Americana) - 14 agosto 1981 - Realizzato con Patrick Berhault e trasferimento in deltaplano[19]
- Caprice des Diables - Clocher du Tacul - 1981 - Prima salita con Christophe Profit[18]
- Yosemitac Ethics - Clocher du Tacul - 1981 - Prima salita con Christophe Profit[18]
- Folie douce - Grande Casse - 15 giugno 1983 - Prima salita con François Diaféria e Jacques Maurin[20]
- Directe des Capucines - Grand Capucin - 8-10 luglio 1983 - Prima salita con Eric Bellin e Martial Moioli[21]
- Cresta integrale di Peuterey - Gruppo del Peuterey - 27 luglio 1983 - Solitaria in giornata in 10h:30'
- Ballade au clair de lune - Aiguille du Fou - 1983 - Prima salita con Eric Bellin e Martial Moioli[18]
- Flagrant délire - Grand Capucin - 12-14 agosto 1983 - Prima salita con Michel Piola[21]
- Eau et gaz à toutes les étages - Grand Capucin - 28-29 luglio 1974 - Prima salita con F. Diaferia e Martial Moioli[22]
- Brouillard Givrant - Pilastri del Brouillard - 1985 - Prima salita con Eric Bellin[23]
- Concatenamento quattro pareti nord - 18 marzo 1986 - Ha salito in solitaria in 17 ore la Goulotte Grassi-Comino sull'Aiguille Verte, la via Cornuau-Davaille sulle Droites, la via degli Svizzeri sulle Courtes e il Linceul sulle Grandes Jorasses. Ha effettuato gli spostamenti in parapendio e deltaplano.[24]
- Moonlight Shadow - Picco Gugliermina - 5-6 ottobre 1986 Prima salita con Laurent Broisin[25]

## Spedizioni extraeuropee
- 1978 - discese di sci estremo nella Cordillera Blanca: parete sud del Huascarán, parete nord del Nevado Pisco, parete nord del Quitaraju
- 1979 - spedizione nazionale francese al K2: tentativo alla cresta sud-ovest e record del mondo di altitudine nel lancio con deltaplano (campo IV a 7600 m)
- 1981 - spedizione sull'Aconcagua: salita e record del mondo di altitudine nel lancio con deltaplano biposto (dalla vetta, 7021m)
- 1982 - spedizione in Patagonia: prima traversata con gli sci del Hielos Continentales (con Jean-Louis Etienne, Dominique Marchal e Bernard Prud'homme), prima salita della parete sud del Capo Horn (con Dominique Marcha)
- 1985 - spedizione al Gasherbrum II: salita sia a piedi che con gli sci una seconda volta, record del mondo di altitudine nel lancio col deltaplano (dalla vetta, 8035 m)
- 1988 - spedizione all'Everest: salita e record mondiale di altitudine nel lancio con parapendio (dalla prossimità della vetta) con discesa al campo II
- 1989 - spedizione esplorativa sotterranea dei ghiacciai dell'inlandsis della Groenlandia: raggiunta quota -123 m

## Discese con gli sci

Aiguille Verte, parete E, sulla destra il couloir Cordier (in viola), disceso nel giugno del 1980.

- Versante nord-est - Colle del Peuterey - 29 maggio 1977 - Prima discesa con Patrick Gabarrou[26]
- Versante ovest - Mont Mallet - 17 giugno 1977 - Prima discesa con Patrick Gabarrou[27]
- Sperone Frendo - Aiguille du Midi - 2 luglio 1977 - Prima discesa dei pendii ovest con Laurent Giacomini[28]
- Parete nord - Aiguille du Plan - 3 luglio 1977 - Prima discesa con Laurent Giacomini, effettuate tre doppie[28]
- Diretta nord-est - Aiguille du Chardonnet - 7 settembre 1977 - Prima discesa con Yves Détry, effettuata una doppia[29]
- Couloir Cordier - Aiguille Verte - giugno 1980 - Prima discesa in sci integrale, senza doppie[30]
- Cervino - 6 giugno 1980 - Discesa con gli sci della parete est e risalita in solitaria della parete nord per la via Schmid in 4h:10' nello stesso giorno. Si lancia quindi dalla cima in deltaplano.[31]
- Couloir ad Y - Aiguille Verte - 27 febbraio 1985 - Prima discesa, ramo di sinistra[32]
- Sperone Tournier - Aiguille du Midi - 23 maggio 1986 - Prima discesa, effettuate due doppie[33]
- Sperone Jumeaux - Aiguille du Midi - 23 maggio 1986 - Prima discesa, effettuata una doppia[34]
- Versante del Nant Blanc - Aiguille Verte - 12 giugno 1989 - Prima discesa

## Filmografia
- Glace Extrême (1977) - 36 min, produttore e regista, "Premio Mario Bello" al Trento Filmfestival 1978, "Premio ai giovani registi" al Festival internazionale del film d'avventura a la Plagne 1979
- Au Vent des cimes (1978) - 36 min, produttore e regista
- Aventure au Cervin (1980) - 56 min, regista, prodotto dalla Société Française de Production e da Antenne 2, premio "Genziana d'oro" al Trento Filmfestival 1981
- Aventure à l'Aconcagua (1981) - 56 min, coregista, prodotto dalla Société Française de Production e da Antenne 2
- Aratitiyopé (1984) - 26 min, coregista, prodotto da Antenne 2 e Riviera Films
- L'Oiseau Rare (1985) - 26 min, coautore, prodotto da Antenne 2 e MC4
- Descente (1987) - 26 min, coautore (con Jean Afanasieff), prodotto da France 3 Rhône-Alpes e MC4, primo premio al Festival del film di montagna di Autrans 1987, "Premio Mario Bello" al Trento Filmfestival 1988
- Everest 88 (1988) - 26 min, coautore (con Jean Afanasieff), prodotto da France 3, premio Micro d'Or per il miglior reportage sportivo 1989
- Inlandsis (1989) - 26 min, prodotto da MC4, premio "Città di Parigi" al Festival dell'avventura di Parigi 1990

## Riconoscimenti
- Premio Genziana d'oro al Trento Filmfestival del 1981 per Aventure au Cervin.[35]